# مشغل ألعاب الفيديو
مُشغّل ألعاب الفيديو (بالإنجليزية: Video Game Console)‏ هو جهاز إلكتروني يخرج إشارة أو صورة فيديو لعرض لعبة فيديو يمكن تشغيلها باستخدام جهاز تحكم بألعاب الفيديو. قد تكون هذه مشغلات منزلية توضع بشكل عام في مكان دائم متصل بجهاز تلفاز أو جهاز عرض آخر ويتحكم فيه بواسطة جهاز تحكم، أو مشغلات محمولة تتضمن وحدة العرض ووظائف التحكم المدمجة في الوحدة ويمكن تشغيلها في أي مكان. تجمع المشغلات الهجينة بين عناصر كل من المشغلات المنزلية والمحمولة.
تعد مشغلات ألعاب الفيديو شكلاً متخصصًا من الحواسيب المنزلية الموجهة نحو ممارسة ألعاب الفيديو، وهي مصممة بتكلفة معقولة وإمكانية الوصول إليها لعامة الناس، ولكنها تفتقر إلى قوة الحوسبة الخام والتخصيص. تتحقق البساطة جزئيًا من خلال استخدام خراطيش الألعاب أو طرق التوزيع المبسطة الأخرى، مما يسهل جهد بدء اللعبة. ومع ذلك، فإن هذا يؤدي إلى أشكال ملكية منتشرة في كل مكان تخلق منافسة على حصة السوق. أظهرت المشغلات الحديثة تقاربًا أكبر مع الحواسيب المنزلية، مما يسهل على المطورين إصدار ألعاب على منصات متعددة. علاوة على ذلك، يمكن أن تكون المشغلات الحديثة بمثابة بدائل لمشغلات الوسائط التي تتمتع بإمكانيات تشغيل الأفلام والموسيقى من الوسائط البصريى أو خدمات الوسائط المتدفقة.
عادةً ما تُباع مشغلات ألعاب الفيديو في دورة مدتها 5-7 سنوات تسمى جيل، مع مشغلات مصنوعة بقدرات تقنية مماثلة أو تُصَنَّع في نفس الفترة الزمنية تقريبًا مجمعة في الأجيال. طورت الصناعة نموذج شفرة حلاقة لبيع المشغلات بربح منخفض أو بخسارة مع تحقيق إيرادات على رسوم الترخيص لكل لعبة تباع، مع التقادم المخطط له لجذب المستهلكين إلى الجيل التالي من المشغلات. في حين أن العديد من الشركات المصنعة جاءت وذهبت في تاريخ سوق مشغلات ألعاب الفيديو، كان هناك دائمًا اثنان أو ثلاثة من الشركات الرائدة المهيمنة في السوق، مع السوق الحالي بقيادة سوني (مع علامتها التجارية بلاي ستيشن)، ومايكروسوفت (مع علامتها التجارية إكس بوكس)، ونينتندو (تنتج حاليًا مشغل السويتش ومشتقاته خفيفة الوزن).

## التاريخ
ظهر أول مشغل ألعاب الفيديو في أوائل السبعينيات. ابتكر رالف باير مفهوم لعب الألعاب الموضعية البسيطة على شاشة التلفزيون في عام 1966، والتي أصبحت فيما بعد أساس ماغنافوكس أوديسي في عام 1972. مستوحى من لعبة تنس الطاولة على أوديسي، ونولان بوشنل وتيد دابني وألان ألكورن من أتاري. أول لعبة صالات ناجحة، بونغ، وتطلع إلى تطويرها إلى نسخة منزلية، صدرت في عام 1975. كانت المشغلات الأولى مخصصة لمجموعة محددة فقط من الألعاب المدمجة في العتاد. قُدِمَت مشغلات قابلة للبرمجة باستخدام خراطيش روم قابلة للتبديل مع فيرتشايلد تشانيل إف في عام 1976 على الرغم من انتشارها مع أتاري 2600 الذي صدر في عام 1977.
ظهرت المشغلات المحمولة من التحسينات التكنولوجية في الألعاب الإلكترونية المحمولة حيث تحولت من المنطق الميكانيكي إلى المنطق الإلكتروني/الرقمي، وبعيدًا عن مؤشرات الصمام الثنائي الباعث للضوء (LED) إلى شاشة العرض البلوري السائل (LCD) التي تشبه شاشات الفيديو عن كثب، مع مايكروفيجن في 1979 وغيم أند واتش في 1980 كانت أمثلة مبكرة، وأدركتها غيم بوي بالكامل في 1989.
منذ سبعينيات القرن الماضي، أصبحت كل من المشغلات المنزلية والمحمولة أكثر تقدمًا بعد التغييرات العالمية في التقنية، بما في ذلك تحسين تصنيع الرقائق الإلكترونية والحاسوب لزيادة الطاقة الحسابية بتكاليف وحجم أقل، وإدخال رسومات ثلاثية الأبعاد ومعالجات رسومية قائمة على العتاد للعرض في الوقت الفعلي، الاتصالات الرقمية مثل الإنترنت والشبكات اللاسلكية والبلوتوث وتنسيقات الوسائط الأكبر والأكثر كثافة بالإضافة إلى التوزيع الرقمي. باتباع نفس النوع من تقدم قانون مور، جُمِعَت المشغلات المنزلية في أجيال، كل منها يستمر لمدة خمس سنوات تقريبًا، مع مشغلات داخل كل منها تشترك في مواصفات وميزات تقنية متشابهة مثل حجم كلمة المعالج.

## الأنواع
هناك ثلاثة أنواع أساسية من مشغلات ألعاب الفيديو: المشغلات المنزلية، والمشغلات المحمولة، والمشغلات الهجينة.
- مشغلات ألعاب الفيديو المنزلية هي أجهزة يُقصد عمومًا توصيلها بتلفاز أو أي نوع آخر من الشاشات، وبطاقة مزودة من خلال منفذ إخراج، مما يتطلب استخدام الوحدة في مواقع ثابتة، عادةً في المنزل في غرفة المعيشة. تستخدم أجهزة التحكم بألعاب الفيديو المنفصلة، والمتصلة من خلال اتصالات سلكية أو لاسلكية، لتوفير مدخلات للعبة. تشمل الأمثلة المبكرة أتاري 2600 ونينتندو إنترتينمنت سيستم وميجا درايف، بينما تشمل الأمثلة الأحدث نينتندو سويتش وإكس بوكس سيريس إكس وسيريس أس وبلاي ستيشن 5. تشمل الأنواع المحددة من المشغلات المنزلية ما يلي:
  - المشغلات الصغرية، هي مشغلات منزلية تفتقر إلى قوة الحوسبة المماثلة للمشغلات المنزلية التي صدرت في نفس الفترة، وبالتالي فهي أقل تكلفة بشكل عام. يعتمد شكل شائع من المشغلات الصغرية على برامج الأجهزة المحمولة التي تعمل بنظام أندرويد أو آي أو إس، مما يسمح للمشغلات بالوصول إلى مكتبة الألعاب المعنية لتلك المنصات، بالإضافة إلى ميزات مثل الألعاب السحابية. تتضمن المشغلات هذه أيضًا دعمًا للتطبيقات الأخرى المتاحة لنظام التشغيل الأساسي، بما في ذلك تلك التي تدعم خدمات بث الفيديو مثل نتفليكس وهولو، مما يجعل المشغلات الصغرية تتنافس أيضًا في نفس المساحة مثل مزودي الوسائط «الأعلى» الذين يهدفون إلى تقديم خدمات المحتوى مباشرة إلى تلفزيون غرفة المعيشة.[3] وتشمل هذه النشغلات أويا وإنفيديا شيلد وأبل تي في.[4]
  - مشغلات التوصيل والتشغيل، وهي نسخ متخصصة من المشغلات الصغرية التي تأتي مع مجموعة محددة من الألعاب على النظام ولا تمنح المستهلك أي إمكانية لإضافة المزيد من الألعاب. تعتبر هذه مشغلات مخصصة لهذا السبب، على الرغم من أن المستهلكين البارعين في مجال التقنية قد وجدوا طرقًا لاختراق المشغل لتثبيت وظائف إضافية عليها، مما يلغي ضمان الشركات المصنعة. تأتي الوحدات عادةً مع المشغل وجهاز تحكم واحد أو أكثر والمكونات المطلوبة لتوصيل الطاقة والفيديو. كانت العديد من النسخ الأخيرة لتوزيع عدد من الألعاب القديمة لمنصة مشغل معينة. ومن الأمثلة على ذلك نينتندو إنترتينمنت سيستم كلاسيك إديشن وميجا درايف ميني وبلاي ستيشن كلاسيك.[5]
  - ألعاب التلفزيون المحمولة، هي مشغلات التوصيل والتشغيل المتخصصة حيث يعمل المشغل نفسه كجهاز تحكم خاص به بحيث يقوم المستهلك ببساطة بتوصيل الجهاز بالتلفاز الخاص به وبمصدر طاقة، أو في بعض الحالات، يعمل بالبطارية.[5] وفقًا لمؤرخ ألعاب الفيديو فرانك سيفالدي، اكتسبت هذه المشغلات شعبية في حوالي عام 2003 لأنها كانت رخيصة التصنيع وكانت رخيصة نسبيًا بسعر 20 إلى 30 دولارًا أمريكيًا لكل منها من قبل الشركات المصنعة مثل جاكس باسيفيك. ومع ذلك، فقد أدت أيضًا إلى زيادة عدد النماذج التي استخدمت رقائق نينتندو المزيفة المصنعة في الصين، مما أدى إلى إنتاج عدد كبير جدًا من النماذج المستنسخة التي يمكن تتبعها بسهولة.[6]
- مشغلات ألعاب الفيديو المحمولة هي أجهزة تشتمل عادةً على شاشة مدمجة وميزات جهاز التحكم في علبتها، وتحتوي على بطارية قابلة لإعادة الشحن أو حجرة بطارية. يتيح ذلك حمل الوحدة وتشغيلها في أي مكان. ومن الأمثلة على ذلك غيم بوي وبلاي ستيشن بورتبل ونينتندو 3دي أس.
- مشغلات ألعاب الفيديو الهجينة هي أجهزة يمكن استخدامها إما كمشغل محمول باليد أو كمشغل منزلي، مع إما اتصال سلكي أو قاعدة تربط المشغل بشاشة تلفاز ومصدر طاقة ثابت، وإمكانية استخدام جهاز تحكم منفصل. في حين أن الأجهزة المحمولة السابقة مثل سيجا نوماد وبلاي ستيشن بورتبل، أو المشغلات المنزلية مثل وي يو، لديها هذه الميزات، يعتبر البعض أن نينتندو سويتش هو أول مشغل هجين حقيقي.[7][8]

تعتبر معظم المشغلات مشغلات قابلة للبرمجة ولديها وسائل للاعب للتبديل بين الألعاب المختلفة: يمكن أن يكون هذا غالبًا من خلال خرطوشة ألعاب فعلية أو بطاقة ألعاب أو من خلال الوسائط البصرية، أو مع بداية التوزيع الرقمي، عبر التخزين الرقمي الداخلي أو الخارجي جهاز به برنامج ينَزَّل عبر الإنترنت من خلال واجهة متجر مخصصة تدعمها الشركة المصنعة للمشغل. تعتبر بعض المشغلات مشغلات مخصصة، حيث توضع الألعاب المتاحة للمشغل داخله، إما عن طريق برمجتها عبر الدائرة أو وضعها في ذاكرة فلاش للقراءة فقط للمشغل، ولا يمكن إضافتها أو تغييرها مباشرة من قبل المستخدم. يمكن للمستخدم عادةً التبديل بين الألعاب على مشغلات مخصصة باستخدام مفاتيح العتاد على المشغل، أو من خلال القوائم داخل اللعبة. كانت المشغلات المخصصة شائعة في الجيل الأول من المشغلات المنزلية، مثل ماغنافوكس أوديسي ونسخة المشغل المنزلي من بونغ، واستخدمت مؤخرًا للمشغلات الرجعية مثل نينتندو إنترتينمنت سيستم كلاسيك إديشن وميجا درايف ميني.

## العناصر

### وحدة المشغل
صُمِمَ عتاد المشغلات المبكرة على شكل لوحة دارات مطبوعة (PCB) مخصصة، واختيار رقائق الدارات المتكاملة الحالية التي تؤدي وظائف معروفة، أو رقائق قابلة للبرمجة مثل رقائق ذاكرة القراءة فقط القابلة للبرمجة والمسح (EPROM) التي يمكن أن تؤدي وظائف معينة. كانت ذاكرة الحاسوب المستمرة باهظة الثمن، لذا كانت المشغلات المخصصة تقتصر عمومًا على استخدام سجلات المعالجات لتخزين حالة اللعبة، وبالتالي الحد من تعقيدات مثل هذه العناوين. كان لدى بونغ في كل من تنسيقها الممر والمنزل عدد قليل من شرائح المنطق والحساب التي تستخدم المدخلات الحالية لمفاتيح اللاعبين الدوارة والمقاومين الذين يخزنون موضع الكرة لتحديث حالة اللعبة وإرسالها إلى جهاز العرض. حتى مع الدارات المتكاملة (IC) الأكثر تقدمًا في ذلك الوقت، كان المصممون مقيدين بما يمكن القيام به من خلال العملية الكهربائية بدلاً من البرمجة كما هو مرتبط عادةً بتطوير ألعاب الفيديو.
التحسينات في عتاد المشغلات تليها التحسينات في تقنية المعالجات الدقيقة وتصنيع عناصر أشباه الموصلات. تمكنت عمليات التصنيع من تقليل حجم الميزة على الرقائق (تقاس عادةً بالنانومتر)، مما يسمح بتلائم المزيد من الترانزستورات والمكونات الأخرى على رقاقة، وفي نفس الوقت زيادة سرعات الدارات والتردد المحتمل الذي يمكن أن تعمل به الرقاقة، بالإضافة إلى تقليل التحكم الحراري. يمكن تصنيع الرقائق على قوالب أكبر، مما يزيد من عدد الميزات وقوة المعالجة الفعالة. أصبحت ذاكرة الوصول العشوائي أكثر عملية مع زيادة كثافة الترانزستورات لكل رقاقة، ولكن لمعالجة الكتل الصحيحة للذاكرة، كانت المعالجات بحاجة إلى التحديث لاستخدام أحجام كلمات أكبر وتخصيصها لعرض نطاق ترددي أكبر في اتصالات الرقاقة. كل هذه التحسينات زادت تكلفة التصنيع ولكن usoru
بمعدل أقل بكثير من المكاسب في قوة المعالجة الإجمالية، مما ساعد في جعل الحواسيب المنزلية والمشغلات غير مكلفة للمستهلك، وكلها مرتبطة بقانون مور للتحسينات التكنولوجية.
بالنسبة للمشغلات من الثمانينيات إلى التسعينيات، كانت هذه التحسينات واضحة في التسويق في أواخر اfthw
لثمانينيات إلى التسعينيات خلال «حروب البت»، حيث ركز مصنعو المشغلات على حجم كلمات معالج المشغل الخاصة بهم كنقطة بيع. تعد المشغلات منذ الألفينيات أكثر تشابهًا مع الحواسيب الشخصية، وبناء في الذاكرة، وميزات التخزين، وإمكانيات الشبكات لتجنب قيود الماضي. أدى التقارب مع الحواسيب الشخصية إلى تسهيل تطوير البرامج لكل من ألعاب الحواسيب والمشغلات، مما سمح للمطورين باستهداف كلا المنصتين. ومع ذلك، تختلف المشغلات عن الحواسيب حيث تحدد معظم مكونات الأجهزة مسبقًا وتخصيصها بين الشركة المصنعة للمشغل وموفر مكونات الأجهزة لضمان هدف أداء ثابت للمطورين. في حين صُمِمَت اللوحات الأم للحاسوب الشخصي بالاحتياجات للسماح للمستهلكين بإضافة ما يرغبون فيه من مكونات الأجهزة، فإن المجموعة الثابتة من العتاد للمشغلات تمكن مصنعي المشغل من تحسين حجم وتصميم اللوحة الأم والعتاد، وغالبًا ما تدمج مكونات مفتاح العتاد في دارات اللوحة الأم نفسها. في كثير من الأحيان، يمكن دمج مكونات متعددة مثل وحدة المعالجة المركزية ووحدة معالجة الرسوميات في رقاقة واحدة، والمعروف باسم منظومة على رقاقة (SoC)، وهو ما يمثل مزيدًا من التخفيض في الحجم والتكلفة. بالإضافة إلى ذلك، تميل المشغلات إلى التركيز على المكونات التي تمنح الوحدة أداءً عاليًا للعبة مثل وحدة المعالجة المركزية ووحدة معالجة الرسوميات، وكمقايضة للحفاظ على أسعارها في النطاقات المتوقعة، استخدم ذاكرة ومساحة تخزين أقل مقارنة بالحواسيب الشخصية النموذجية.
بالمقارنة مع السنوات الأولى من الصناعة، حيث صُنِعَت معظم المشغلات بشكل مباشر من قبل الشركة التي تبيعها، أنشئت العديد من المشغلات اليوم بشكل عام من خلال سلسلة القيمة التي تشمل موردي المكونات، مثل إي إم دي وإنفيديا لوظائف وحدة المعالجة المركزية ووحدة معالجة الرسوميات، والشركات المصنعة للعقود بما في ذلك خدمات تصنيع الإلكترونيات والمصانع التي تقوم بتجميع هذه المكونات في المشغلات النهائية مثل فوكسكون وفلكسترونيكس. عادةً ما تختبر المشغلات المكتملة وتوزيعها وإصلاحها بواسطة الشركة نفسها. تستخدم كل من مايكروسوفت ونينتندو هذا النهج للمشغلات الخاصة بهما، بينما تحتفظ سوني بجميع عمليات الإنتاج داخل الشركة باستثناء موردي المكونات الخاصة بهم.
تتضمن بعض العناصر المشتركة التي يمكن العثور عليها داخل عتاد المشغل ما يلي:
اللوحة الأم
لوحة الدارات المطبوعة الأساسية التي تركب جميع الرقائق الرئيسية عليها، بما في ذلك وحدة المعالجة المركزية.
اللوحة البنت
لوحة دارات مطبوعة ثنائية متصلة باللوحة الأم يمكن استخدامها لوظائف إضافية. قد تشمل هذه المكونات التي يمكن استبدالها بسهولة لاحقًا دون الحاجة إلى استبدال اللوحة الأم الكاملة.
وحدة المعالجة المركزية (CPU)
رقاقة المعالجة الرئيسية على المشغل التي تؤدي معظم عبء العمل الحسابي.
تُعَرَّف وحدة المعالجة المركزية الخاصة بالمشغلات بشكل عام من خلال حجم كلماتها (مثل 8 بت أو 64 بت)، وسرعة الساعة أو التردد بالهرتز. بالنسبة لبعض وحدات المعالجة المركزية، يمكن أن تكون سرعة الساعة متغيرة وفقًا لاحتياجات البرامج. بشكل عام، تشير أحجام الكلمات الكبيرة وأحجام الساعة الأسرع إلى أداء أفضل، ولكن هناك عوامل أخرى ستؤثر على السرعة الفعلية.
ميزة أخرى مميزة لوحدة المعالجة المركزية هي بنية مجموعة التعليمات. تحدد مجموعة التعليمات لغة الآلة منخفض المستوى ليرسل إلى وحدة المعالجة المركزية لتحقيق نتائج محددة على الرقاقة. يمكن أن تؤدي الاختلافات في بنية مجموعة التعليمات للمشغلات في وحدة المعالجة المركزية لجيل معين إلى صعوبة في إمكانية نقل البرامج. استخدم هذا من قبل الشركات المصنعة للاحتفاظ بعناوين البرامج حصريًا على منصتهم كوسيلة للتنافس مع الآخرين. عادةً ما تستخدم المشغلات قبل الجيل السادس الرقائق التي كان مطورو الأجهزة والبرامج على دراية بها، ولكن نظرًا لاستقرار الحواسيب الشخصية في بنية إكس 86، حذت الشركات المصنعة للمشغلات حذوها للمساعدة في نقل الألعاب بسهولة بين الكمبيوتر والمشغل.
قد تحتوي وحدات المعالجة المركزية الأحدث أيضًا على معالجات متعددة النوى، والتي تُحَدَّد أيضًا في مواصفاتها. تسمح وحدات المعالجة المركزية متعددة النوى بالحوسبة المتعددة والحوسبة المتوازية في الألعاب الحديثة، مثل مؤشر ترابط لإدارة محرك عرض اللعبة، وآخر لمحرك فيزياء اللعبة، وآخر لتقييم مدخلات اللاعب.
وحدة معالجة الرسوميات (GPU)
وحدة المعالجة التي تقوم بإجراء استخلاص البيانات من وحدة المعالجة المركزية إلى إخراج الفيديو للمشغل.
في الأجيال السابقة للمشغلات، كان هذا مقصورًا بشكل عام على إجراءات معالجة الرسوم البسيطة، مثل الرسومات النقطية ومعالجة النقوش المتحركة، وكلها تتضمن بخلاف ذلك رياضيات عدد صحيح مع تقليل مقدار الذاكرة المطلوبة لإكمال هذه الإجراءات، كمذكرات. على سبيل المثال، استخدم أتاري 2600 محول واجهة التلفزيون الخاص به الذي يتعامل مع الفيديو والصوت، بينما استخدم نينتندو إنترتينمنت سيستم وحدة معالجة الصور. بالنسبة للمشغلات، صُمِمَت وحدات معالجة الرسوميات هذه أيضًا لإرسال الإشارة في التكوين التشابهي المناسب إلى تلفاز الأشعة المهبطية، إن تي إس سي (المستخدم في اليابان وأمريكا الشمالية) أو بال (يستخدم غالبًا في أوروبا). اختلف هذان التنسيقان في معدلات التحديث الخاصة بهما، 60 مقابل 50 هرتزًا، وكانت المشغلات والألعاب التي تُصَنَّع لأسواق بال تستخدم وحدة المعالجة المركزية ووحدة معالجة الرسوميات بترددات منخفضة.
أدى إدخال عرض رسومات ثلاثية الأبعاد متعددة الأضلاع في الوقت الفعلي في أوائل التسعينيات -ليس مجرد ابتكار في ألعاب الفيديو للمشغلات ولكن في ألعاب الصالات وألعاب الحواسيب الشخصية- إلى تطوير وحدات معالجة الرسوميات التي كانت قادرة على إجراء حسابات الفاصلة المتحركة المطلوبة عرض ثلاثي الأبعاد في الوقت الفعلي. على النقيض من وحدة المعالجة المركزية، فإن وحدات معالجة الرسوميات الحديثة للمشغلات والحواسيب، التي تُصَنَّع بشكل أساسي بواسطة إي إم دي وإنفيديا، هي أجهزة حوسبة متوازية للغاية مع عدد من وحدات الحوسبة/المعالجات المتعددة المتدفقة (اعتمادًا على البائع، على التوالي) داخل رقاقة واحدة. تحتوي كل وحدة حسابية/معالج دقيق على جدولة، وعدد من وحدات المعالجة الفرعية، وصناديق الذاكرة والمخازن المؤقتة، ووحدات الإرسال والتجميع التي قد تكون أيضًا متوازية للغاية في طبيعتها. يمكن تشغيل وحدات معالجة الرسوميات للمشغلات الحديثة بتردد مختلف عن وحدة المعالجة المركزية، حتى عند الترددات المتغيرة لزيادة قوة المعالجة على حساب سحب طاقة أعلى. يمكن تقدير أداء وحدات معالجة الرسوميات في المشغلات من خلال عمليات الفاصلة المتحركة في الثانية (فلوبس) وبشكل أكثر شيوعًا كما هو الحال في تيرا فلوبس (تيرا فلوبس = 1012 فلوبس). ومع ذلك، خاصة بالنسبة للمشغلات، يعتبر هذا رقمًا تقريبيًا لأن العديد من العوامل الأخرى مثل وحدة المعالجة المركزية وعرض النطاق الترددي للذاكرة وبنية المشغل يمكن أن تؤثر على الأداء الحقيقي لوحدة معالجة الرسوميات.
المعالجات الرديفة
تُستخدم معالجات إضافية للتعامل مع وظائف مخصصة أخرى على المشغل. تتميز العديد من المشغلات المبكرة بمعالج رديف صوتي على سبيل المثال.
الجسر الشمالي
وحدة المعالج التي، خارج وحدة المعالجة المركزية ووحدة معالجة الرسوميات، تدير عادةً أسرع عناصر المعالجة على الحاسوب. عادةً ما يتضمن ذلك اتصال البيانات بين وحدة المعالجة المركزية ووحدة معالجة الرسومات وذاكرة الوصول العشوائي الموجودة على اللوحة، ثم إرسال المعلومات واستلامها مع الجسر الجنوبي.
الجسر الجنوبي
نظير الجسر الشمالي، الجسر الجنوبي هو وحدة المعالجة التي تتعامل مع مكونات المعالجة البطيئة للمشغل، وعادةً ما تكون تلك الخاصة بالإدخال/الإخراج (I/O) مع بعض وحدات التخزين الداخلية والأجهزة المتصلة الأخرى مثل أجهزة التحكم.
بيوس
بيوس (نظام الإدخال/الإخراج الأساسي) الخاص بالمشغل هو مجموعة التعليمات الأساسية المخبوزة في رقاقة البرامج الثابتة على لوحة دارات المشغل التي يستخدمها المشغل عند تشغيلها لأول مرة لإجراء عمليات مباشرة. في المشغلات القديمة، قبل إدخال التخزين على اللوحة، كان بيوس يعمل بشكل فعال كنظام تشغيل للمشغل، بينما في المشغلات الحديثة، يستخدم بيوس لتوجيه تحميل نظام تشغيل المشغل عن الذاكرة الداخلية.
ذاكرة الوصول العشوائي (RAM)
تخزين الذاكرة المصمم للقراءة والكتابة بسرعة، وغالبًا ما يستخدم في المشغلات لتخزين كميات كبيرة من البيانات حول اللعبة أثناء تشغيلها لتجنب القراءة من وسائط اللعبة الأبطأ. لا تحافظ ذاكرة RAM عادةً على نفسها بعد إيقاف تشغيل المشغل. إلى جانب مقدار ذاكرة الوصول العشوائي المتاحة، فإن القياس الرئيسي لأداء المشغلات هو النطاق الترددي لذاكرة الوصول العشوائي، ومدى السرعة من حيث وحدات البايت في الثانية التي يمكن لذاكرة الوصول العشوائي أن تكتبها وقراءتها منها. هذه هي البيانات التي يجب نقلها من وإلى وحدة المعالجة المركزية ووحدة معالجة الرسوميات بسرعة حسب الحاجة دون الحاجة إلى الحاجة إلى ذاكرة تخزين مؤقت عالية لهذه الرقائق.
التخزين الداخلي
تضمنت المشغلات الأحدث أجهزة تخزين داخلية، مثل الذاكرة الوميضية والأقراص الصلبة (HDD) ووسائط التخزين ذو الحالة الثابتة (SSD)، لحفظ البيانات باستمرار. كان التطبيق المبكر لوحدة التخزين الداخلية مخصصًا لحفظ حالات اللعبة، ويمكن استخدامه مؤخرًا لتخزين نظام تشغيل المشغل، وتحديثات الألعاب، والألعاب التي نُزِلَت عبر الإنترنت، والمحتوى الإضافي لتلك الألعاب، والوسائط الإضافية مثل الأفلام والموسيقى المشترا . توفر معظم المشغلات الوسائل لإدارة البيانات الموجودة على هذا التخزين مع احترام حقوق النشر على النظام. تستخدم المشغلات الأحدث، مثل بلاي ستيشن 5 وإكس بوكس سيريس إكس وسائط التخزين ذو الحالة الثابتة عالية السرعة ليس فقط للتخزين ولكن لزيادة ذاكرة الوصول العشوائي للمشغل، حيث أن الجمع بين سرعات الإدخال/الإخراج الخاصة بها واستخدام إجراءات فك الضغط المدمجة في برنامج النظام يعطي سرعات قراءة عامة تقترب من سرعة ذاكرة الوصول العشوائي الموجودة على اللوحة.
مزود الطاقة
إلى جانب تحويل طاقة التيار المتردد من مقبس الحائط إلى طاقة التيار المستمر التي تحتاجها إلكترونيات المشغل، يساعد مزود الطاقة أيضًا في تنظيم تلك الطاقة في حالات ارتفاع الطاقة. تُضَمَّن بعض مزودات الطاقة للمشغلات في الوحدة، بحيث يقوم المستهلك بتوصيل الوحدة مباشرة بمقبس الحائط، ولكن في كثير من الأحيان، يشحن المشغل مع محول التيار المتردد، الذي يحول الطاقة خارج الوحدة. في المشغلات المحمولة، سيكون مزود الطاقة إما من حجرة البطارية، أو اختياريًا من اتصال طاقة مباشر من محول التيار المتردد، أو من حزمة بطارية قابلة لإعادة الشحن مضمنة في الوحدة.
أنظمة التبريد
تولد أنظمة الحوسبة الأكثر تقدمًا الحرارة وتتطلب أنظمة تبريد نشطة للحفاظ على الأجهزة في درجات حرارة تشغيل آمنة. صُمِمَت العديد من المشغلات الجديدة بمراوح تبريد، وزعانف تبريد مصممة هندسيًا، وتخطيطات داخلية، وفتحات موضوعة بشكل استراتيجي على الغلاف لضمان نقل الحرارة بالحمل الحراري للحفاظ على برودة المكونات الداخلية.
قارئ الوسائط
منذ إدخال خراطيش الألعاب، تحتوي جميع المشغلات تقريبًا على منفذ/قارئ خرطوشة أو محرك أقراص ضوئي لوسائط الألعاب. في الأجيال الأخيرة للمشغلات، قدمت بعض نسخ المشغلات خيارات بدون قارئ وسائط كوسيلة لتقليل تكلفة المشغل والسماح للمستهلك بالاعتماد على التوزيع الرقمي لاكتساب الألعاب، مثل إكس بوكس ون أول-ديجيتال إديشن وبلاي ستيشن 5 ديجيتال إديشن.
العلبة
توُضَع جميع المشغلات في علبة لحماية الإلكترونيات من التلف وتقييد تدفق الهواء من أجل التبريد.
منافذ الإدخال/الإخراج
توُضَع منافذ توصيل الطاقة وأجهزة التحكم والتلفازات أو شاشات الفيديو وأجهزة التخزين الخارجية والاتصال بالإنترنت والميزات الأخرى في مواقع إستراتيجية على المشغل. عادةً ما تُقَدَّم توصيلات جهاز التحكم في الجزء الأمامي من المشغل، بينما توجد عادةً توصيلات الطاقة ومعظم التوصيلات الأخرى في الخلف لإبقاء الكابلات بعيدًا عن الطريق.

### أجهزة التحكم
تتطلب جميع مشغلات ألعاب الفيديو إدخال اللاعب من خلال جهاز تحكم بألعاب الفيديو لتوفير طريقة لتحريك شخصية اللاعب في اتجاه معين ومجموعة متنوعة من الأزرار لأداء إجراءات أخرى داخل اللعبة مثل القفز أو التفاعل مع عالم اللعبة. على الرغم من أن أجهزة التحكم أصبحت أكثر تميزًا على مر السنين، إلا أنها لا تزال توفر تحكمًا أقل في اللعبة مقارنة بالحواسيب الشخصية أو الألعاب المحمولة. يمكن لنوع جهاز التحكم المتاح للعبة أن يغير بشكل جذري نمط أسلوب لعب لعبة المشغل أو كيفية تشغيلها. ومع ذلك، فقد ألهم هذا أيضًا تغييرات في تصميم اللعبة لإنشاء ألعاب تتكيف مع عناصر التحكم المحدودة نسبيًا المتوفرة على المشغلات.
أصبحت أجهزة التحكم في أنماط متنوعة عبر تاريخ المشغلات. تشمل بعض الأنواع الشائعة ما يلي:
المفتاح الدوار
وحدة بمقبض واحد أو قرص وعادة ما يكون زرًا واحدًا أو اثنين. عادةً ما يسمح تدوير المقبض للشخص بتحريك كائن على الشاشة على طول محور واحد (مثل المضرب في لعبة تنس الطاولة)، بينما يمكن أن تحتوي الأزرار على ميزات إضافية.
عصا التحكم
وحدة ذات مقبض طويل يمكنه الدوران بحرية على طول اتجاهات متعددة مع زر واحد أو أكثر. تستشعر الوحدة الاتجاه الذي يدفع عصا التحكم فيه، مما يسمح بالحركة المتزامنة في اتجاهين داخل اللعبة.
المقبض
وحدة تحتوي على مجموعة متنوعة من الأزرار والأزندة وعناصر التحكم في الاتجاه - إما لويحة الاتجاهات أو عصي لعب تشابهية أو كليهما. لقد أصبحت هذه أكثر أنواع أجهزة التحكم شيوعًا منذ الجيل الثالث من المشغلات، حيث أصبحت التصميمات أكثر تفصيلاً لإعطاء مجموعة أكبر من الأزرار وعناصر التحكم في الاتجاه للاعب مع الحفاظ على الميزات المريحة.
توجد العديد من أنواع أجهزة التحكم الأخرى، بما في ذلك تلك التي تدعم استشعار الحركة، ودعم شاشة اللمس على الأجهزة المحمولة وبعض المشغلات، وأجهزة التحكم المتخصصة لأنواع معينة من الألعاب، مثل عجلات القيادة لألعاب السباقات، والمسدسات الضوئية لألعاب الرماية، وأجهزة التحكم في الآلات الموسيقية لألعاب الإيقاع. تتضمن بعض المشغلات الحديثة أيضًا دعمًا اختياريًا لأجهزة الفأرة ولوحة المفاتيح.
قد يوَصَّل جهاز تحكم من خلال اتصال سلكي على جهاز التحكم نفسه، أو في بعض الحالات الفريدة مثل أجهزة تحكم فاميكوم الموصلة بالمشغل، أو من خلال اتصال لاسلكي. تتطلب أجهزة التحكم الطاقة، سواء وفرها المشغل عبر الاتصال السلكي، أو من البطاريات أو حزمة بطارية قابلة لإعادة الشحن للتوصيلات اللاسلكية. بنيت أجهزة التحكم اسميًا في وحدة محمولة، على الرغم من أن بعض الوحدات الأحدث تسمح أيضًا باستخدام أجهزة تحكم لاسلكية منفصلة.

### وسائط الألعاب
في حين أن أوائل مشغلات ألعاب الفيديو كانت مشغلات مخصصة، مع الألعاب المبرمجة في عتاد المشغل، قدمت فيرتشايلد تشانيل إف القدرة على تخزين الألعاب في شكل منفصل عن الدارات الداخلية للمشغل، مما يسمح للمستهلك بشراء ألعاب جديدة للعب على النظام. منذ تشانيل إف، أظهرت جميع مشغلات ألعاب الفيديو تقريبًا القدرة على شراء الألعاب وتبادلها من خلال شكل ما، من خلال هذه النماذج لها تغييرات مع تحسينات في التقنية.
خرطوشة روم أو خرطوشة الألعاب
قُدِمَت خرطوشة ذاكرة القراءة فقط (خرطوشة روم) مع فيرتشايلد تشانيل إف. تتكون خرطوشة روم من لوحة دارات مطبوعة (PCB) موجودة داخل غلاف بلاستيكي، مع موصل يسمح للجهاز بالتفاعل مع المشغل. يمكن أن تحتوي لوحة الدارات على مجموعة متنوعة من المكونات، كحد أدنى، ذاكرة القراءة فقط مع البرنامج المكتوب عليها. تمكنت الخراطيش لاحقًا من إدخال مكونات إضافية على لوحة الدارات مثل المعالجات المساعدة، مثل شريحة سوبر إف إكس من نينتندو، لتحسين أداء المشغل. استخدمت بعض المغلات مثل توربو غرافيكس-16 تقنية تشبه البطاقة الذكية للتسوية الخرطوشة إلى نظام بحجم بطاقة الائتمان، مما ساعد على تقليل تكاليف الإنتاج، ولكن ميزات إضافية محدودة يمكن تضمينها في الدارات. تضاءلت الخراطيش القائمة على لوحة الدارات المطبوعة مع إدخال الوسائط البصرية خلال الجيل الخامس من المشغلات. في الآونة الأخيرة، استندت خراطيش روم على كثافة ذاكرة عالية، وذاكرة وميضية منخفضة التكلفة، مما يسمح بإنتاج كميات كبيرة من الألعاب بشكل أسهل. استخدمت سوني هذا الأسلوب في بلاي ستيشن فيتا، وتواصل نينتندو استخدام خراطيش روم لمنتجاتها من 3دي أس وسويتش.
وسائط بصرية
أصبحت الوسائط البصرية، مثل القرص المضغوط والدي في دي والبلو راي، التنسيق الأساسي لتوزيع التجزئة مع الجيل الخامس. اكتسب تنسيق الأقراص المضغوطة شعبية في التسعينيات، في خضم الجيل الرابع، وباعتبارها وسائط ألعاب، كانت الأقراص المضغوطة أرخص وأسرع في الإنتاج، وتوفر مساحة تخزين أكبر بكثير وتسمح بإمكانية فيديو الحركة الكاملة. حاولت العديد من الشركات المصنعة للمشغلات تقديم إضافات للقرص المضغوط لمشغلات الجيل الرابع، لكنها كانت باهظة الثمن تقريبًا مثل المشغلات نفسها ولم يكن أداءها جيدًا. بدلاً من ذلك، أصبح تنسيق القرص المضغوط مدمجًا في مشغلات الجيل الخامس، مع وجود تنسيق دي في دي عبر معظم الجيل السابع وبلو راي بالجيل الثامن. استخدم مصنعو المشغلات أيضًا تنسيقات الأقراص الخاصة لحماية النسخ أيضًا، مثل قرص نينتندو البصري المستخدم في غيم كيوب وقرص الوسائط العام من سوني على بلاي ستيشن بورتبل.
التوزيع الرقمي
منذ الجيل السابع من المشغلات، تشتمل معظم المشغلات على اتصال متكامل بالإنترنت ووحدة تخزين داخلية وخارجية للمشغل، مما يسمح للاعبين باكتساب ألعاب جديدة بدون وسائط الألعاب. تقدم كل من نينتندو وسوني ومايكروسوفت الثلاثة واجهة متجر متكاملة للمستهلكين لشراء ألعاب جديدة وتنزيلها على المشغلات الخاصة بهم، مع الاحتفاظ بمشتريات المستهلكين عبر المشغلات المختلفة، وتقديم المبيعات والحوافز في بعض الأحيان.
لعب سحابي
مع تحسن سرعات الوصول إلى الإنترنت عبر الجيل الثامن من المشغلات، اكتسبت الألعاب السحابية مزيدًا من الاهتمام كتنسيق وسائط. بدلاً من تنزيل الألعاب، يقوم المستهلك بتشغيلها مباشرةً من خدمة اللعب السحابي مع المدخلات التي تجرى على المشغل المحلي المرسل عبر الإنترنت إلى الخادم مع إعادة الرسوم والرسومات المقدمة. يظل الكمون في نقل الشبكة أحد القيود الأساسية للعب السحابي في الوقت الحالي.
في حين أن التخزين المغناطيسي، مثل محركات الأشرطة والأقراص المرنة، كان شائعًا لتوزيع البرامج مع الحواسيب الشخصية المبكرة في الثمانينيات والتسعينيات، لم يلاحظ هذا التنسيق استخدامًا كبيرًا في نظام المشغل. كانت هناك بعض المحاولات، مثل بالي أستروكيد وإيه بي إف-إم بي 1000 باستخدام محركات الأشرطة، بالإضافة إلى نظام القرص لنينتندو فاميكوم، ونينتندو 64 دي دي لنينتندو 64، لكن هذه التطبيقات لها تطبيقات محدودة، كوسائط مغناطيسية كانت أكثر هشاشة وتقلبًا من خراطيش الألعاب.

### التخزين الخارجي

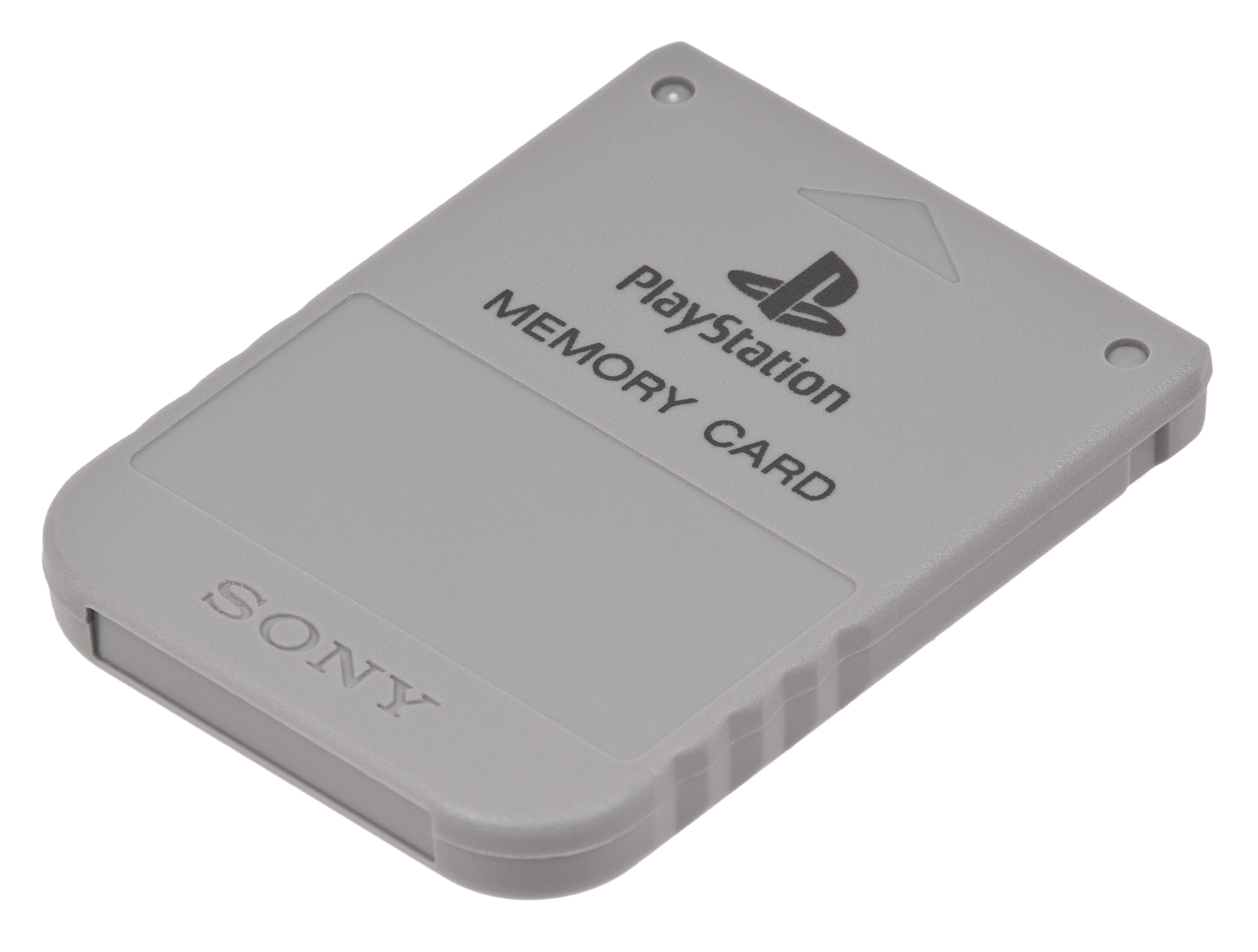
شريحة الذاكرة لبلاي ستيشن

بالإضافة إلى وحدة التخزين الداخلية المدمجة، غالبًا ما تمنح المشغلات الجديدة المستهلك القدرة على استخدام وسائط التخزين الخارجية لحفظ تاريخ اللعبة أو الألعاب التي نُزِلَت أو ملفات الوسائط الأخرى من المشغل. حُقِقَت التكرارات المبكرة للتخزين الخارجي من خلال استخدام شريحة الذاكرة المستندة إلى الفلاش، والتي استخدمتها لأول مرة من قبل نيو جيو ولكنها انتشرت في بلاي ستيشن. تواصل نينتندو دعم هذا النهج من خلال توسيع قدرات التخزين الخاصة ب3دي أس وسويتش، وتوحيد التنسيق الحالي لشريحة إس دي. عندما بدأت المشغلات في دمج استخدام منافذ الناقل التسلسلي العام، أضيف دعم لمحركات الأقراص الصلبة الخارجية من الناقل التسلسلي العام، مثل إكس بوكس 360.

### الخدمات عبر الإنترنت
مع المشغلات التي تدعم الإنترنت، تقدم الشركات المصنعة للمشغلات كلاً من خدمات الاشتراك المجانية والمدفوعة التي توفر خدمات ذات قيمة مضافة فوق الوظائف الأساسية للمشغل. تقدم الخدمات المجانية بشكل عام خدمات هوية المستخدم والوصول إلى واجهة متجر رقمية، بينما تسمح الخدمات المدفوعة للاعبين بلعب الألعاب عبر الإنترنت، والتفاعل مع الاستخدامات الأخرى من خلال الشبكات الاجتماعية، واستخدام الحفظ السحابي للألعاب المدعومة، والوصول إلى الألعاب المجانية بالتناوب. تتضمن أمثلة من هذه الخدمات إكس بوكس نيتورك وبلاي ستيشن نيتورك ونينتندو سويتش أونلاين.

### قطع إضافية للمشغلات
شهدت بعض المشغلات العديد من الإضافات أو الملحقات التي صُمِمَت لتوصل بالمشغل الحالي لتوسيع وظائفه. أفضل مثال على ذلك كان من خلال القطع الإضافية للأقراص المدمجة للمشغلات من الجيل الرابع مثل أتاري جاغوار سي دي وميجا سي دي. تشمل الأمثلة الأخرى للقطع الإضافية 32إكس لميجا درايف التي تهدف إلى السماح لمالكي المشغل القديم بلعب ألعاب أحدث ولكن بها العديد من الأخطاء الفنية، وغيم بوي بلاير لغيم كيوب للسماح لها بلعب ألعاب غيم بوي.

### الملحقات
يمكن للمستهلكين في كثير من الأحيان شراء مجموعة من الملحقات للمشغلات خارج التصانيف المذكورة أعلاه. يمكن أن تشمل:
كاميرا فيديو
بينما يمكن استخدامها مع المشغلات المتصلة بالإنترنت مثل كاميرات الويب للتواصل مع الأصدقاء الآخرين حيث تستخدم على الحواسيب الشخصية، فإن تطبيقات كاميرات الفيديو على المشغلات تستخدم بشكل أكثر شيوعًا في الواقع المعزز/الواقع المختلط وألعاب استشعار الحركة. كانت الأجهزة مثل آي توي لبلاي ستيشن 2 وكنيكت لمشغلات إكس بوكس بمثابة نقاط مركزية لمجموعة من الألعاب لدعم هذه الأجهزة على أنظمتها الخاصة.
سماعات الرأس التقليدية
توفر سماعات الرأس مزيجًا من سماعات الرأس والميكروفون للدردشة مع لاعبين آخرين دون إزعاج الآخرين القريبين في نفس الغرفة.
سماعات رأس الواقع الافتراضي
يمكن لبعض سماعات رأس الواقع الافتراضي (VR) أن تعمل بشكل مستقل عن المشغلات أو تستخدم الحواسيب الشخصية لنظام المعالجة الرئيسي الخاص بها. اعتبارًا من عام 2020، فإن دعم الواقع الافتراضي المباشر الوحيد على المشغلات هو بلاي ستيشن في آر، على الرغم من التخطيط لدعمها على المشغلات الأخرى من قبل الشركات المصنعة الأخرى.
قاعدة الشحن
بالنسبة للمشغلات المحمولة وكذلك الهجينة مثل نينتندو سويتش، تسهل قاعدة الشحن إدخال جهاز محمول باليد لإعادة شحن بطاريته، وإذا كان مدعومًا، لتوصيل الجهاز المحمول يدويًا بشاشة تلفاز.

## تطوير الألعاب للمشغلات

### حزمات تطوير المشغل
حزمات تطوير الألعاب أو المشغل هي وحدات حزمات متخصصة تشتمل عادةً على نفس مكونات المشغل والرقائق والمكونات الإضافية للسماح بتوصيل الوحدة بجهاز حاسوب أو جهاز مراقبة آخر لأغراض تصحيح الأخطاء. ستوفر الشركة المصنعة للمشغل حزمات أدوات تطوير المشغل للمطورين المسجلين قبل أشهر من الإطلاق المخطط للمشغل لمنح المطورين الوقت لإعداد ألعابهم للنظام الجديد. عادةً ما تُقَدَّم هذه المجموعات الأولية بموجب بنود سرية خاصة لحماية الأسرار التجارية لتصميم المشغل، وستباع بتكلفة عالية للمطور كجزء من الحفاظ على هذه السرية. قد لا تستخدم المشغلات الحديثة التي تشترك في ميزات مشتركة مع الحواسيب الشخصية حزمات التطوير المتخصصة، على الرغم من أنه لا يزال من المتوقع أن يقوم المطورون بالتسجيل وشراء الوصول إلى حزمة تطوير البرامج من الشركة المصنعة. على سبيل المثال، يمكن استخدام أي مستهلك إكس بوكس ون لتطوير الألعاب بعد دفع رسوم لشركة مايكروسوفت لتسجيل نية واحدة للقيام بذلك.

### الترخيص
منذ إصدار نينتندو إنترتينمنت سيستم/فاميكوم، تستخدم معظم الشركات المصنعة مشغلات ألعاب الفيديو مخطط ترخيص صارمًا يحد من الألعاب التي يمكن تطويرها من أجلها. يجب على المطورين وناشريهم دفع رسوم، بناءً على الملكية الفكرية لكل وحدة مباعة، إلى الشركة المصنعة. تختلف التكلفة حسب الشركة المصنعة ولكن قُدِرَت بحوالي 3−10 دولار أمريكي لكل وحدة في عام 2012. مع الرسوم الإضافية، مثل حقوق العلامة التجارية، حُدِدَ هذا بشكل عام ليكون معدل إتاوة بنسبة 30٪ على مستوى الصناعة يُدفَع إلى الشركة المصنعة للمشغل عن كل لعبة تباع. هذا بالإضافة إلى تكلفة الحصول على مجموعة أدوات التطوير الخاصة بالنظام.
يمكن تحصيل رسوم الترخيص بعدة طرق مختلفة. في حالة نينتندو، سيطرت الشركة بشكل عام على إنتاج خراطيش الألعاب من خلال رقائق القفل والوسائط البصرية لأنظمتها، وبالتالي تفرض رسومًا على المطور أو الناشر مقابل كل نسخة تقوم بإنشائها كرسوم مقدمة. يسمح هذا أيضًا لنينتندو بمراجعة محتوى اللعبة قبل إصدارها واستخدام حق النقض ضد الألعاب التي لا تعتقد أنه من المناسب تضمينها في نظامها. وقد أدى ذلك إلى أكثر من 700 لعبة غير مرخصة لنينتندو إنترتينمنت سيستم، والعديد من الألعاب الأخرى على أنظمة نينتندو الأخرى المستندة إلى الخراطيش والتي وجدت طرقًا لتجاوز رقائق قفل الأجهزة والبيع دون دفع أي رسوم لشركة نينتندو، مثل أتاري مع شركتها التابعة تينغن. استُخدِمَ نهج الترخيص هذا بالمثل من قبل معظم الشركات المصنعة للمشغلات القائمة على الخراطيش باستخدام تقنية رقاقة القفل.
باستخدام الوسائط البصرية، حيث قد لا يكون لدى الشركة المصنعة لوحدة التحكم تحكمًا مباشرًا في إنتاج الوسائط ، يجب على المطور أو الناشر عادةً إنشاء اتفاقية ترخيص للوصول إلى تنسيق التخزين الخاص بوحدة التحكم للوسائط بالإضافة إلى استخدام وحدة التحكم وشعارات الشركة المُصنّعة وعلامتها التجارية لتغليف اللعبة ، تُدفع من خلال إتاوات المبيعات. في الانتقال إلى التوزيع الرقمي، حيث تدير الشركة المصنعة للمشغل الآن واجهات المحلات الرقمية للألعاب، تطبق رسوم التراخيص لتسجيل لعبة للتوزيع على واجهة المتجر - مرة أخرى الوصول إلى العلامة التجارية وشعار المشغل - مع أخذ الشركة المصنعة حصتها من كل عملية بيع كملوك لها. في كلتا الحالتين، لا يزال هذا يمنح الشركات المصنعة للمشغلات القدرة على مراجعة ورفض الألعاب التي تعتقد أنها غير مناسبة للنظام ورفض حقوق الترخيص.
مع صعود تطوير الألعاب المستقلة، طورت جميع الشركات المصنعة للمشغلات الرئيسية طرقًا لمستوى الدخول لهؤلاء المطورين الصغار حتى يتمكنوا من النشر على المشغلات بتكاليف أقل بكثير ومعدلات إتاوات مخفضة. توفر برامج مثل آي دي@إكس بوكس من مايكروسوفت للمطورين معظم الأدوات اللازمة مجانًا بعد التحقق من حجم التطوير الصغير واحتياجات الفريق.
تنطبق مفاهيم الترخيص المماثلة على شركات الطرف الثالث المصنعة للملحقات.

## المحاكاة والتوافق مع الإصدارات الأقدم
تتمتع المشغلات مثل معظم الأجهزة الإلكترونية الاستهلاكية بعمر افتراضي محدود. هناك اهتمام كبير بالحفاظ على عتاد المشغلات القديمة للأغراض الأرشيفية والتاريخية، لكن الألعاب من المشغلات القديمة، بالإضافة إلى الحواسيب الشخصية وأجهزة الصالات، لا تزال موضع اهتمام. طور مبرمجو الحاسوب والمخترقون برامج محاكاة يمكن تشغيلها على الحواسيب الشخصية أو المشغلات الأخرى التي تحاكي المشغلات القديمة التي تسمح بتشغيل الألعاب من المشغل هذا. حدد تطوير برمجيات محاكات عتاد المشغلات ليكون قانونيًا، ولكن هناك أسئلة قانونية لم تجاب عليها بشأن حقوق التأليف والنشر، بما في ذلك الحصول على البرامج الثابتة للمشغل ونسخ صورة روم الخاصة باللعبة، والتي تجعلها قوانين مثل فانون حقوق النشر الرقمية للألفية في الولايات المتحدة غير قانونية حفظ لأغراض أرشيفية معينة. على الرغم من أن المحاكاة نفسها قانونية، إلا أن نينتندو توفر حماية عالية لأي محاولات لمحاكاة أنظمتها وقد اتخذت إجراءات قانونية مبكرة لإغلاق مثل هذه المشاريع.
للمساعدة في دعم الألعاب القديمة وانتقالات المشغل، بدأ المصنعون في دعم التوافق مع الإصدارات الأقدم على المشغلات في نفس العائلة. كانت سوني هي أول من فعل ذلك على مشغل منزلي مع بلاي ستيشن 2 والتي كانت قادرة على تشغيل محتوى بلاي ستيشن الأصلي، وأصبحت فيما بعد ميزة مطلوبة عبر العديد من المشغلات التي تلت ذلك. تضمنت وظائف التوافق مع الإصدارات السابقة دعمًا مباشرًا لألعاب المشغلات السابقة على المشغلات الجديدة مثل داخل عائلة مشغلات إكس بوكس، توزيع الألعاب التي تمت محاكاتها مثل فرتشول كونسول من نينتندو، أو استخدام خدمات الألعاب السحابية لهذه الألعاب القديمة كما هو الحال مع خدمة بلاي ستيشن ناو.

## السوق

### التوزيع
قد تشحن المشغلات في مجموعة متنوعة من التكوينات، ولكنها ستتضمن عادةً تكوينًا أساسيًا واحدًا يتضمن المشغل وجهاز تحكم واحد وأحيانًا لعبة مضمونة. قد تقدم الشركات المصنّعة خيارات بديلة لوحدة إدارة المخزون (SKUs) تتضمن أجهزة تحكم وملقحات إضافية أو ألعاب مضمونة مختلفة. قد تحتوي إصدارات المشغلات الخاصة على حافظات أو لوحات وجه فريدة من نوعها مع فن مخصص للعبة أو سلسلة ألعاب فيديو معينة وتجمع مع تلك اللعبة كحافز خاص لمعجبيها. عادةً ما تكون الألعاب المضمونة هي ألعاب الطرف الأول، وغالبًا ما تتميز بشخصيات التميمة الأساسية للمشغلات.
شهدت الأجيال الحديثة للمشغلات أيضًا نسخ متعددة من نفس نظام المشغل الأساسي سواء قُدِمَ عند الإطلاق أو قُدِمَ كتحديث متوسط الجيل. في بعض الحالات، تقوم ببساطة باستبدال بعض أجزاء العتاد بأجزاء أرخص أو أكثر كفاءة، أو تبسيط تصميم المشغل للإنتاج في المستقبل؛ خضع بلاي ستيشن 3 للعديد من عمليات تحديث العتاد خلال حياته بسبب التحسينات التقنية مثل التخفيض الكبير في حجم عقدة العملية لوحدة المعالجة المركزية ووحدة معالجة الرسوميات. في هذه الحالات، يُمَيَّز نموذج مراجعة العتاد على العبوة بحيث يمكن للمستهلكين التحقق من النسخة التي سيحصلون عليها.
في حالات أخرى، تُنشئ تغييرات العتاد سطورًا متعددة داخل عائلة المشغل نفسها. يشترك المشغل الأساسي في جميع المراجعات في العتاد الأساسي، ولكن قد تختلف الخيارات مثل مساحة التخزين الداخلية وحجم ذاكرة الوصول العشوائي. تُمَيَّز تلك الأنظمة التي تحتوي على مساحة تخزين أكبر وذاكرة الوصول العشوائي على أنها متغير أداء أعلى متاح بتكلفة أعلى، بينما ستظل الوحدة الأصلية كخيار ميزانية. على سبيل المثال، داخل عائلة إكس بوكس ون، أصدرت مايكروسوفت الجيل المتوسط من إكس بوكس ون إكس كمشغل ذو أداء أعلى، وإكس بوكس ون إس كمشغل أساسي منخفض التكلفة، ونسخة إكس بوكس ون إس أول-ديجيتال إديشن المنقحة الخاصة التي أزلت محرك الأقراص البصرية على أساس أنه يمكن للمستخدمين تنزيل جميع الألعاب رقميًا، ويُقَدَّم حتى بتكلفة أقل من إكس بوكس ون إس. في هذه الحالات، يمكن للمطورين في كثير من الأحيان تحسين الألعاب للعمل بشكل أفضل على المشغل عالي الأداء مع تصحيحات لنسخة البيع بالتجزئة من اللعبة. في حالة نينتندو 3دي أس، فإن نيو نينتندو 3دي أس، يتميز بذاكرة ومعالجات مطورة، مع ألعاب جديدة لا يمكن تشغيلها إلا على الوحدات التي رُقِّيَت ولا يمكن تشغيلها على وحدة أساسية قديمة. كان هناك أيضًا عدد من خيارات المشغل «النحيف» مع مكونات عتاد مخفضة بشكل كبير مما قلل بشكل كبير من السعر الذي يمكنهم بيع المشغل فيه للمستهلك، ولكن إما ترك ميزات معينة خارج المشغل، مثل وي ميني التي تفتقر إلى أي المكونات عبر الإنترنت مقارنة بوي، أو التي تطلبت من المستهلك شراء ملحقات وأسلاك إضافية إذا لم يكن يمتلكها بالفعل، مثل إن إي إس-101 الذي لم يُجَمَّع مع أجهزة آر إف المطلوبة للاتصال بالتلفاز.

### التسعير
| أسعار المشغل عند الإصدار (بالدولار الأمريكي) وإجمالي المبيعات | أسعار المشغل عند الإصدار (بالدولار الأمريكي) وإجمالي المبيعات | أسعار المشغل عند الإصدار (بالدولار الأمريكي) وإجمالي المبيعات | أسعار المشغل عند الإصدار (بالدولار الأمريكي) وإجمالي المبيعات | أسعار المشغل عند الإصدار (بالدولار الأمريكي) وإجمالي المبيعات |
| المشغل                                                        | سنة الإصدار (الولايات المتحدة)                                | السعر التمهيدي (الولايات المتحدة)                             | السعر التمهيدي (الولايات المتحدة)                             | المبيعات العالمية (الوحدات)                                   |
| المشغل                                                        | سنة الإصدار (الولايات المتحدة)                                | السعر الأصلي                                                  | السعر في 2020                                                 | المبيعات العالمية (الوحدات)                                   |
| الجيل الأول                                                   | الجيل الأول                                                   | الجيل الأول                                                   | الجيل الأول                                                   | الجيل الأول                                                   |
| ------------------------------------------------------------- | ------------------------------------------------------------- | ------------------------------------------------------------- | ------------------------------------------------------------- | ------------------------------------------------------------- |
| ماغنافوكس أوديسي                                              | 1972                                                          | $100                                                          | $553                                                          | 350,000                                                       |
| الجيل الثاني                                                  |                                                               |                                                               |                                                               |                                                               |
| أتاري 2600                                                    | 1977                                                          | $200                                                          | $882                                                          | 30,000,000                                                    |
| إنتيليفيجن                                                    | 1979                                                          | $300                                                          | $996                                                          | 3,000,000                                                     |
| أتاري 5200                                                    | 1982                                                          | $270                                                          | $740                                                          | 1,400,000                                                     |
| كوليكو فيجن                                                   | 1982                                                          | $175                                                          | $480                                                          | 2,000,000                                                     |
| الجيل الثالث                                                  |                                                               |                                                               |                                                               |                                                               |
| نينتندو إنترتينمنت سيستم                                      | 1985                                                          | $200                                                          | $490                                                          | 61,900,000                                                    |
| أتاري 7800                                                    | 1984                                                          | $150                                                          | $380                                                          | 3,770,000                                                     |
| ماستر سيستم                                                   | 1986                                                          | $200                                                          | $470                                                          | 13,000,000                                                    |
| غيم بوي                                                       | 1989                                                          | $110                                                          | $234                                                          | 118,690,000                                                   |
| الجيل الرابع                                                  |                                                               |                                                               |                                                               |                                                               |
| توربو غرافيكس-16                                              | 1989                                                          | $200                                                          | $426                                                          | 5,800,000                                                     |
| ميجا درايف                                                    | 1989                                                          | $190                                                          | $405                                                          | 30,750,000                                                    |
| سوبر نينتندو                                                  | 1991                                                          | $200                                                          | $384                                                          | 49,100,000                                                    |
| سي دي-آي                                                      | 1991                                                          | $400                                                          | $768                                                          | 1,000,000                                                     |
| نيو جيو                                                       | 1991                                                          | $650                                                          | $1248                                                         | 980,000                                                       |
| ميجا سي دي                                                    | 1992                                                          | $300                                                          | $561                                                          | 2,240,000                                                     |
| الجيل الخامس                                                  |                                                               |                                                               |                                                               |                                                               |
| أتاري جاغوار                                                  | 1993                                                          | $250                                                          | $453                                                          | 250,000                                                       |
| 3دي أو                                                        | 1993                                                          | $700                                                          | $1267                                                         | 2,000,000                                                     |
| 32إكس                                                         | 1994                                                          | $160                                                          | $282                                                          | 665,000                                                       |
| بلاي ستيشن                                                    | 1995                                                          | $300                                                          | $516                                                          | 102,490,000                                                   |
| سيجا ساترن                                                    | 1995                                                          | $400                                                          | $688                                                          | 9,260,000                                                     |
| نينتندو 64                                                    | 1996                                                          | $200                                                          | $334                                                          | 32,390,000                                                    |
| الجيل السادس                                                  |                                                               |                                                               |                                                               |                                                               |
| دريم كاست                                                     | 1999                                                          | $200                                                          | $314                                                          | 9,130,000                                                     |
| بلاي ستيشن 2                                                  | 2000                                                          | $300                                                          | $459                                                          | 155,000,000                                                   |
| غيم كيوب                                                      | 2001                                                          | $200                                                          | $294                                                          | 21,740,000                                                    |
| إكس بوكس                                                      | 2001                                                          | $300                                                          | $441                                                          | 24,000,000                                                    |
| غيم بوي أدفانس                                                | 2001                                                          | $100                                                          | $147                                                          | 118,690,000                                                   |
| إن-غيج                                                        | 2003                                                          | $300                                                          | $416                                                          | 3,000,000                                                     |
| الجيل السابع                                                  |                                                               |                                                               |                                                               |                                                               |
| نينتندو دي أس                                                 | 2004                                                          | $200                                                          | $278                                                          | 154,020,000                                                   |
| بلاي ستيشن بورتبل                                             | 2004                                                          | $250                                                          | $348                                                          | 82,000,000                                                    |
| إكس بوكس 260                                                  | 2005                                                          | $400                                                          | $540                                                          | 84,700,000                                                    |
| بلاي ستيشن 3                                                  | 2006                                                          | $500                                                          | $780                                                          | 87,400,000                                                    |
| وي                                                            | 2006                                                          | $250                                                          | $326                                                          | 101,630,000                                                   |
| الجيل الثامن                                                  |                                                               |                                                               |                                                               |                                                               |
| نينتندو 3دي أس                                                | 2011                                                          | $250                                                          | $293                                                          | 75,280,000                                                    |
| بلاي ستيشن فيتا                                               | 2012                                                          | $250                                                          | $293                                                          | 15,900,000                                                    |
| وي يو                                                         | 2012                                                          | $350                                                          | $399                                                          | 13,560,000                                                    |
| بلاي ستيشن 4                                                  | 2013                                                          | $400                                                          | $448                                                          | 116,900,000                                                   |
| إكس بوكس ون                                                   | 2013                                                          | $500                                                          | $560                                                          | 51,000,000 (تقديري)                                           |
| نينتندو سويتش                                                 | 2017                                                          | $300                                                          | $318                                                          | 103,540,000                                                   |
| الجيل التاسع                                                  |                                                               |                                                               |                                                               |                                                               |
| بلاي ستيشن 5                                                  | 2020                                                          | $400 / $500                                                   | $400 / $500                                                   | 17,300,000                                                    |
| إكس بوكس سيريس إكس وسيريس أس                                  | 2020                                                          | $300 / $500                                                   | $300 / $500                                                   | 12,000,000 (تقديري)                                           |

عندما صدرت المشغلات في الأصل في السبعينيات والثمانينيات، كانت حوالي 200−300 دولار أمريكي، ومع إدخال خرطوشة روم، بلغ متوسط كل لعبة حوالي 30−40 دولار أمريكي. بمرور الوقت، ارتفع سعر الإطلاق للمشغلات الأساسية بشكل عام إلى حوالي 400−500 دولار أمريكي، بمتوسط تكلفة 60 دولار أمريكي للعبة. بشكل استثنائي، شهدت فترة الانتقال من خراطيش روم إلى الوسائط البصرية في أوائل التسعينيات العديد من النشغلات بنقاط سعر عالية تتجاوز 400 دولار أمريكي وتصل إلى 700 دولار أمريكي. ونتيجة لذلك، كانت مبيعات المشغلات في الوسائط البصرية الأولى ضعيفة بشكل عام.
عند تعديله وفقًا للتضخم، اتبعت أسعار المشغلات عمومًا اتجاهًا هبوطيًا، من 800−1,000 دولار أمريكي من الأجيال الأولى نزولاً إلى 500−600 دولار أمريكي للمشغلات الحالية. هذا أمر نموذجي لأي تقنية حاسوب، مع التحسينات في أداء وقدرات الحوسبة التي تفوق التكاليف الإضافية لتحقيق هذه المكاسب. علاوة على ذلك، داخل الولايات المتحدة، ظل سعر المشغلات ثابتًا بشكل عام، حيث كان في حدود 0.8 ٪ إلى 1 ٪ من متوسط دخل الأسرة، استنادًا إلى إحصاء سكان الولايات المتحدة لسنة إصدار المشغل.
منذ نينتندو إنترتينمنت سيستم، استقر سعر وحدة التحكم على طراز رازوربلايد، حيث تُباع المشغلات مقابل ربح ضئيل أو معدوم للشركة المصنعة، لكنها تكسب إيرادات من كل لعبة تباع بسبب رسوم ترخيص النشغلات وغيرها من الخدمات ذات القيمة المضافة حول المشغل (مثل إكس بوكس لايف). من المعروف أن مصنعي المشغلات يتكبدون خسائر في بيع المشغلات في بداية إطلاق المشغل مع توقع التعافي من خلال مشاركة الإيرادات واسترداد الأسعار لاحقًا على المشغل حيث يتحولون إلى مكونات وعمليات تصنيع أقل تكلفة دون تغيير سعر التجزئة. صُمِمَت المشغلات بشكل عام بحيث يكون عمر المنتج لها خمس سنوات، على الرغم من أن الشركات المصنعة قد اعتبرت أن إدخالاتها في الأجيال الحديثة تتمتع بعمر أطول من سبع إلى عشر سنوات محتملة.

### المنافسة
تعد المنافسة داخل سوق مشغلات ألعاب الفيديو كمجموعة فرعية من صناعة ألعاب الفيديو مجالًا مهمًا للاقتصاد مع تاريخها الحديث نسبيًا، ونموها السريع لمنافسة صناعة الأفلام، والتغييرات المتكررة مقارنة بالقطاعات الأخرى.
شوهدت تأثيرات المنافسة غير المنظمة على السوق مرتين في وقت مبكر من الصناعة. تعرضت الصناعة لأول انهيار لها في عام 1977 بعد إصدار ماغنافوكس أوديسي، ونسخ أتاري المنزلية من بونغ وكوليكو تيلستار، والتي قادت مصنعو الطرف الثالث الآخرين، باستخدام رقائق معالجات جينيرال إنسترومينت الرخيصة، إلى صنع المشغلات المنزلية الخاصة بهم التي غمرت السوق بحلول عام 1977.:81–89 أُجِجَ انهيار ألعاب الفيديو عام 1983 من خلال عدة عوامل بما في ذلك المنافسة من الحواسيب الشخصية منخفضة التكلفة، ولكن المنافسة غير المنظمة كانت أيضًا عاملاً، حيث حاول العديد من مطوري ألعاب الطرف الثالث متابعة نجاح أكتيفجن في تطوير ألعاب الطرف الثالث بالنسبة إلى أتاري 2600 وإنتيليفيجن، أغرقت السوق بألعاب ذات جودة رديئة، وجعلت من الصعب حتى بيع الألعاب عالية الجودة. صنعت نينتندو رقاقة قفل، وهي فحص الدارة المتكاملة، عند إطلاق نينتندو إنترتينمنت سيستم في المناطق الغربية، كوسيلة للتحكم في الألعاب التي نشرت للمشغل. كجزء من اتفاقيات الترخيص الخاصة بهم، منعت نينتندو المطورين من إصدار نفس اللعبة على مشغل مختلف لمدة عامين. كان هذا بمثابة إحدى الوسائل الأولى لتأمين حصرية المشغل للألعاب التي كانت موجودة خارج الحدود التقنية لتطوير المشغل.
جلب نينتندو إنترتينمنت سيستم أيضًا مفهوم تميمة ألعاب الفيديو كتثميل لنظام المشغل كوسيلة لبيعه والترويج له، وبالنسبة لنينتندو إنترتينمنت سيستم كان ماريو. كان استخدام التميمة في الأعمال تقليدًا في اليابان، وقد أثبت هذا نجاحه بالفعل في ألعاب الصالات مثل باك مان. استخدم ماريو ليكون بمثابة هوية لنينتندو إنترتينمنت سيستم كمشغل مرح ومليء بالفكاهة. اشتعل ماريو بسرعة عندما صدر نينتندو إنترتينمنت سيستم في الغرب، وعندما وصل الجيل التالي من المشغلات، دفع المصنعون الآخرون تمائمهم الخاصة إلى طليعة تسويقهم، وعلى الأخص سيجا باستخدام القنفذ سونيك. خدم التنافس بين نينتندو وسيجا والذي تضمن ألعاب التمائئم الرئيسية كجزء من «حروب المشغلات» من الجيل الرابع. منذ ذلك الحين، عمد المصنعون عادةً إلى وضع التميمة وألعاب الطرف الأول الأخرى كعناوين رئيسية في حزم المشغل المستخدمة لزيادة مبيعات المشغل عند الإطلاق أو في فترات المبيعات الرئيسية مثل قرب عيد الميلاد.
نوع آخر من الميزة التنافسية التي استخدمتها الشركات المصنعة للمشغلات في نفس الوقت تقريبًا كان مفهوم «البتات» أو حجم الكلمة المستخدمة بواسطة وحدة المعالجة المركزية الرئيسية. كان توربو غرافيكس-16 أول مشغل يضغط على حجم البت الخاص به، ويعلن عن نفسه على أنه مشغل «16 بت»، على الرغم من أن هذا يشير فقط إلى جزء من بنيتها بينما كانت وحدة المعالجة المركزية الخاصة بها لا تزال وحدة 8 بت. على الرغم من ذلك، وجد المصنعون أن المستهلكين أصبحوا يركزون على فكرة البتات كنقطة بيع للمشغلات، وعلى مدى الجيل الرابع والخامس والسادس، لعبت «حروب البت» هذه دورًا كبيرًا في إعلانات المشغلات. تضاءل استخدام البتات لأن معماريات وحدة المعالجة المركزية لم تعد بحاجة إلى زيادة حجم كلماتها وبدلاً من ذلك كان لديها وسائل أخرى لتحسين الأداء مثل من خلال وحدات المعالجة المركزية متعددة النواة.
بشكل عام، تؤدي زيادة أرقام المشغلات إلى ظهور خيارات أكثر للمستهلكين ومنافسة أفضل، ولكن حصرية العناوين جعلت اختيار المشغلات للمستهلكين قرار «الكل أو لا شيء» بالنسبة لمعظمهم. علاوة على ذلك، مع تزايد عدد المشغلات المتاحة مع ظهور الجيلين الخامس والسادس، أصبح مطورو الألعاب مضغوطين على الأنظمة التي يجب التركيز عليها، وفي النهاية قصروا اختيارهم المستهدف من المنصات على تلك التي كانت الأكثر مبيعًا. أدى ذلك إلى حدوث انكماش في السوق، حيث ترك اللاعبون الرئيسيون مثل سيجا أعمال العتاد بعد دريم كاست لكنهم استمروا في مجال البرمجيات. على نحو فعال، أٌطهِرَ أن كل جيل من المشغلات لديه لاعبان أو ثلاثة لاعبين مهيمنين.
تعتبر المنافسة في سوق المشغلات في عقدي 2010 و2020 بمثابة حكم الأقلية بين ثلاث شركات مصنعة رئيسية: نينتندو وسوني ومايكروسوفت. يستخدم الثلاثة مجموعة من ألعاب الطرف الأول الحصرية للمشغل الخاص بهم ويتفاوضون على اتفاقيات حصرية مع مطوري الطرف الثالث لجعل ألعابهم حصرية لفترة أولية على الأقل من الوقت لدفع المستهلكين إلى المشغل الخاص بهم. لقد عملوا أيضًا مع مصنعي وحدة المعالجة المركزية ووحدة معالجة الرسوميات لضبط وتخصيص العتاد للحواسيب لجعلها أكثر قابلية وفعالية لألعاب الفيديو، مما يؤدي إلى أجهزة منخفضة التكلفة مطلوبة لمشغلات ألعاب الفيديو. أخيرًا، يعمل مصنعو المشغلات أيضًا مع تجار التجزئة للمساعدة في الترويج للمشغلات والألعاب والملحقات. على الرغم من وجود اختلاف بسيط في الأسعار على أجهزة المشغل عن سعر التجزئة المقترح من الشركة المصنعة لتاجر التجزئة للاستفادة منه، فإن هذه التفاصيل مع الشركات المصنعة يمكن أن تؤمن أرباحًا أفضل على مبيعات الألعاب وحزم الملحقات لوضع المنتج الأول. كل هذه التأثيرات على الشبكة، حيث يسعى كل مصنع إلى زيادة حجم شبكة شركائه إلى الحد الأقصى لزيادة مركزهم العام في المنافسة.
من بين الشركات الثلاثة، تظل مايكروسوفت وسوني، اللتان تتمتعان بقدرات تصنيع العتاد الخاص بهما، في نهج رائد، في محاولة لاكتساب المحرك الأول في السوق على الآخر من خلال تكييف تقنية المشغل الجديدة. تعتمد نينتندو بشكل أكبر على مورديها، وبالتالي بدلاً من محاولة التنافس على الميزة مع مايكروسوفت وسوني، اتخذت بدلاً من ذلك استراتيجية المحيط الأزرق منذ نينتندو دي أس ووي.

## الملاحظات
1. ↑  استنادًا إلى تسعير الطراز الأساسي عند الإصدار داخل الولايات المتحدة
2. ↑  استنادًا إلى مكتب إحصاءات العمل مؤشر أسعار المستهلك
3. 1 2 3 4  لا يزال قيد الإنتاج
4. ↑  لا تقدم مايكروسوفت تقارير دقيقة عن مبيعات المشغلات الخاصة بها منذ إكس بوكس ون، وتستند المبيعات إلى تقديرات الصناعة.[54][55]